# Fozzie
Fozzie Bear è uno dei personaggi principali del Muppet Show. Un orso peloso che racconta barzellette, miglior amico di Kermit la Rana.
I suoi monologhi divertenti vengono spesso interrotti dai due "vecchietti" in galleria, Statler e Waldorf.
È animato da Frank Oz e attualmente da Eric Jacobson.

## Storia
Fozzie è sempre stato originariamente eseguito dal burattinaio Frank Oz, anche se negli ultimi anni è eseguito da Eric Jacobson. In Muppet Babies, la sua voce è stata fornita da Greg Berg.
Anche se spesso si ritiene che il nome di Fozzie è un gioco di Frank Oz, in realtà il nome si ispira al suo costruttore Faz Fazakas.
Nel Muppet Show ha avuto molti ruoli principali nella maggior parte delle trame degli episodi.
Intorno al 1990, i suoi ruoli sono diventati sempre più ridotti, a causa del fatto che Oz decise di porre più attenzione nel dirigere film non dei Muppet. Nei primi film dei Muppet, Fozzie aveva spesso i ruoli principali, ma in questo periodo comparve solo come personaggio di supporto e comparve in soli 6 episodi di Muppets Tonight. Tuttavia, è tornato alla ribalta quando Eric Jacobson venne assunto per essere il nuovo esecutore a partire da Natale con i Muppet nel 2002.

## Famiglia e amici
La madre di Fozzie è Emily Bear (interpretata da Jerry Nelson), apparsa nello speciale di natale del 1987. Con grande sorpresa di Fozzie, lei è amica di lunga data di Statler e Waldorf. In Giallo in casa Muppet, Kermit la Rana e Fozzie interpretano la parte di discutibili giornalisti e fratelli gemelli. Fozzie ha anche un cugino identico a lui che è apparso nella prima stagione del Muppet Show, eseguito anch'esso da Frank Oz. Nel film Ecco il film dei Muppet, Fozzie fa riferimento allo zio che gli ha prestato l'auto (con cui lui [Fozzie] e Kermit usano per arrivare ad Hollywood) mentre era andato in letargo.
Fin dai primi giorni del Muppet Show, Fozzie ha spesso interagito con Kermit, infatti è il suo migliore amico; anche se a volte non sono andati molto d'accordo: nel quindicesimo episodio della prima stagione:, nel Backstage, Fozzie continua ad assillare Kermit con fastidiosi scherzi gag.
In un altro episodio, i due litigarono cercando di collaborare in un confuso atto commediante di Fozzie.
Kermit e Fozzie sono anche frequentemente stati accoppiati insieme in innumerevoli film, libri e speciali. In Ecco il film dei Muppet, Fozzie è il primo Muppet che Kermit incontra sul suo cammino verso Hollywood. Dopo le prestazioni infruttuose di Fozzie presso l'El Sleezo Cafe, Kermit lo invita a venire a Hollywood con lui.
Inoltre, Fozzie interagisce spesso anche con Gonzo, Floyd, Scooter e Rowlf.
Nell'episodio 18 della seconda stagione, Fozzie (nonostante neanche lui sapesse di saper suonare il pianoforte) esegue un duetto al piano con Rowlf suonando "A English Country Garden".
Altre volte, Rowlf ha accompagnato al piano Fozzie che ha cantato "Hi-Diddle-Dee-Dee (An Actor's Life for Me)" e "I Got Rhythm".
Inoltre, in Muppet Babies, le versioni infanti di Fozzie e Rowlf vengono spesso abbinate insieme.

## Filmografia
- Muppet Show (1976–1981) - TV
- Ecco il film dei Muppet (1979)
- Giallo in casa Muppet (1981)
- I Muppets alla conquista di Broadway (1984)
- Muppet Babies (1984-1991) - TV
- Festa in casa Muppet (1992)
- I Muppet nell'isola del tesoro (1996)
- Muppets Tonight (1996-1997) - TV
- I Muppets venuti dallo spazio (1999)
- Natale con i Muppet (2002) - TV
- I Muppet e il mago di Oz (2005) - TV
- A Muppets Christmas: Letters to Santa (2008) - TV
- Studio DC: Almost Live (2008) - TV
- I Muppet (2011)
- Lady Gaga & the Muppets' Holiday Spectacular (2013) - TV
- Muppets 2 - Ricercati (2014)
- I Muppet (2015-2016) - TV